# Liga I 2019-2020 (fotbal feminin)
Liga I 2019–2020 a fost al 30-lea sezon al Ligii I, prima divizie a fotbalului feminin din România. Ediția a fost afectată de pandemia de COVID-19. Pe 21 mai 2020 Comitetul de Urgență al FRF a decis anularea etapelor rămase de disputat.

## Echipe participante
| Echipă                         | Oraș              |
| ------------------------------ | ----------------- |
| AFC Fair Play Joc Cinstit      | București         |
| Fortuna Becicherecu Mic        | Becicherecu Mic   |
| ACS Heniu Prundu Bârgăului     | Prundu Bârgăului  |
| Independența Baia Mare         | Baia Mare         |
| Luceafărul Filiași             | Filiași           |
| AFC Universitatea Olimpia Cluj | Cluj-Napoca       |
| ACS Piroș Security Protect     | Arad              |
| CSȘ Târgoviște                 | Târgoviște        |
| CS Universitatea Alexandria    | Alexandria        |
| Universitatea Galați           | Galați            |
| ACS Selena ȘN Constanța        | Constanța         |
| ACS Vasas Femina FC            | Odorheiu Secuiesc |

## Sezonul regular
| Acasă \ Deplasare        | OLI    | FOR    | HEN    | UGL    | UAL    | VAS    | IND    | FPB    | TGV    | SEL    | PIR    | LUC    |
| ------------------------ | ------ | ------ | ------ | ------ | ------ | ------ | ------ | ------ | ------ | ------ | ------ | ------ |
| Olimpia Cluj             |        | anulat | 3–0    | anulat | anulat | anulat | 6–1    | 12–0   | 4–0    | 9–0    | anulat | anulat |
| Fortuna Becicherecu Mic  | 0–3    |        | anulat | 0–1    | 6–0    | anulat | anulat | anulat | anulat | 7–0    | 2–0    | 10–0   |
| Heniu Prundu Bârgăului   | anulat | 0–3    |        | 2–2    | anulat | 0–2    | 2–0    | 8–1    | 4–1    | anulat | anulat | anulat |
| Universitatea Galați     | 1–1    | anulat | anulat |        | 4–0    | 1–3    | 1–0    | anulat | 7–3    | anulat | anulat | anulat |
| Universitatea Alexandria | 1–6    | anulat | 2–0    | anulat |        | anulat | anulat | 5–0    | 1–2    | 2–2    | anulat | anulat |
| Vasas Femina             | 2–3    | 1–1    | anulat | anulat | 7–0    |        | anulat | anulat | anulat | anulat | 3–1    | 10–0   |
| Independența Baia Mare   | anulat | 1–4    | anulat | anulat | 0–2    | 0–0    |        | anulat | anulat | anulat | 2–5    | 3–1    |
| Fair Play București      | anulat | 1–7    | anulat | 0–4    | anulat | 1–6    | 2–5    |        | 4–3    | anulat | 1–2    | anulat |
| CSȘ Târgoviște           | anulat | 0–7    | anulat | anulat | anulat | 0–6    | 2–1    | anulat |        | anulat | 1–3    | 4–3    |
| Selena ȘN Constanța      | anulat | anulat | 2–2    | 1–2    | anulat | 2–1    | 1–5    | 0–1    | 2–3    |        | anulat | anulat |
| Piroș Security Arad      | 3–6    | anulat | 2–1    | 0–8    | 1–0    | anulat | anulat | anulat | anulat | 5–0    |        | 6–0    |
| Luceafărul Filiași       | 0–1    | anulat | 1–4    | 0–2    | 2–0    | anulat | anulat | 2–0    | anulat | 2–0    | anulat |        |

| Loc | Echipa                   | MJ | V  | E | Î | GM | GP | DG  | Pct | Calificare                 |
| --- | ------------------------ | -- | -- | - | - | -- | -- | --- | --- | -------------------------- |
| 1   | Olimpia Cluj             | 11 | 10 | 1 | 0 | 61 | 8  | +53 | 31  | Liga Campionilor 2020-2021 |
| 2   | Universitatea Galați     | 11 | 8  | 2 | 1 | 33 | 10 | +23 | 26  |                            |
| 3   | Fortuna Becicherecu Mic  | 11 | 8  | 1 | 2 | 47 | 7  | +40 | 25  |                            |
| 4   | Vasas Femina             | 11 | 7  | 2 | 2 | 41 | 9  | +32 | 23  |                            |
| 5   | Piroș Security Arad      | 11 | 7  | 0 | 4 | 28 | 24 | +4  | 21  |                            |
| 6   | Heniu Prundu Bârgăului   | 11 | 4  | 2 | 5 | 23 | 19 | +4  | 14  |                            |
| 7   | CSȘ Târgoviște           | 11 | 4  | 0 | 7 | 19 | 42 | −23 | 12  |                            |
| 8   | Independența Baia Mare   | 11 | 3  | 1 | 7 | 18 | 26 | −8  | 10  |                            |
| 9   | Universitatea Alexandria | 11 | 3  | 1 | 7 | 13 | 30 | −17 | 10  |                            |
| 10  | Luceafărul Filiași       | 11 | 3  | 0 | 8 | 11 | 47 | −36 | 9   |                            |
| 11  | Fair Play București      | 11 | 2  | 0 | 9 | 11 | 54 | −43 | 6   |                            |
| 12  | Selena ȘN Constanța      | 11 | 1  | 2 | 8 | 10 | 39 | −29 | 5   |                            |